# LOFAR
LOFAR (англ. LOw Frequency ARray, низькочастотний масив) — великий радіотелескоп із мережею антен, розташованих, в основному, в Нідерландах, а також у 7 інших європейських країнах (станом на 2019 рік). Початково розроблений і побудований нідерландським радіоастрономічним інститутом ASTRON, він був відкритий королевою Нідерландів Беатрікс у 2010 році, і відтоді ним керує ASTRON від імені консорціуму Міжнародного телескопа LOFAR (International LOFAR Telescope, ILT).
LOFAR складається з великого масиву всенаправлених радіоантен. Вони не з'єднані безпосередньо електрично в одну велику антену, як у більшості інших антенних решіток. Натомість сигнали від груп антен об'єднуються в аналоговій електроніці, потім оцифровуються, а потім об'єднуються вже по всій станції. Цей поетапний підхід забезпечує велику гнучкість у налаштуванні та швидку зміну спрямованості станції на небі. Дані з усіх станцій передаються через оптоволокно до центрального цифрового процесора та об'єднуються, надаючи радіотелескопу роздільної здатності, що відповідає найбільшій відстані між антенними станціями по всій Європі. До 2014 року обробку даних виконував суперкомп'ютер Blue Gene/P, розташований у Нідерландах у Гронінгенському університеті. З 2014 року LOFAR використовує для цього завдання корелятор COBALT на основі GPU.
LOFAR використовує близько 20 000 малих антен, зосереджених на 52 станціях з 2019 року. 38 із цих станцій розташовані по всій території Нідерландів і побудовані за рахунок регіонального та національного фінансування. Шість станцій у Німеччині, три в Польщі та по одній у Франції, Великій Британії, Ірландії, Латвії та Швеції використовують різне національне, регіональне й місцеве фінансування та мають різну форму власності. Італія офіційно приєдналася до LOFAR у 2018 році й планує будівництво своєї станції. Подальші станції в інших європейських країнах знаходяться на різних стадіях планування. Загальна ефективна збираюча площа становить близько 300 000 квадратних метрів, залежно від частоти та конфігурації антени. LOFAR також використовується для розробки технологій для майбутнього Масиву площею квадратний кілометр.

## Історія

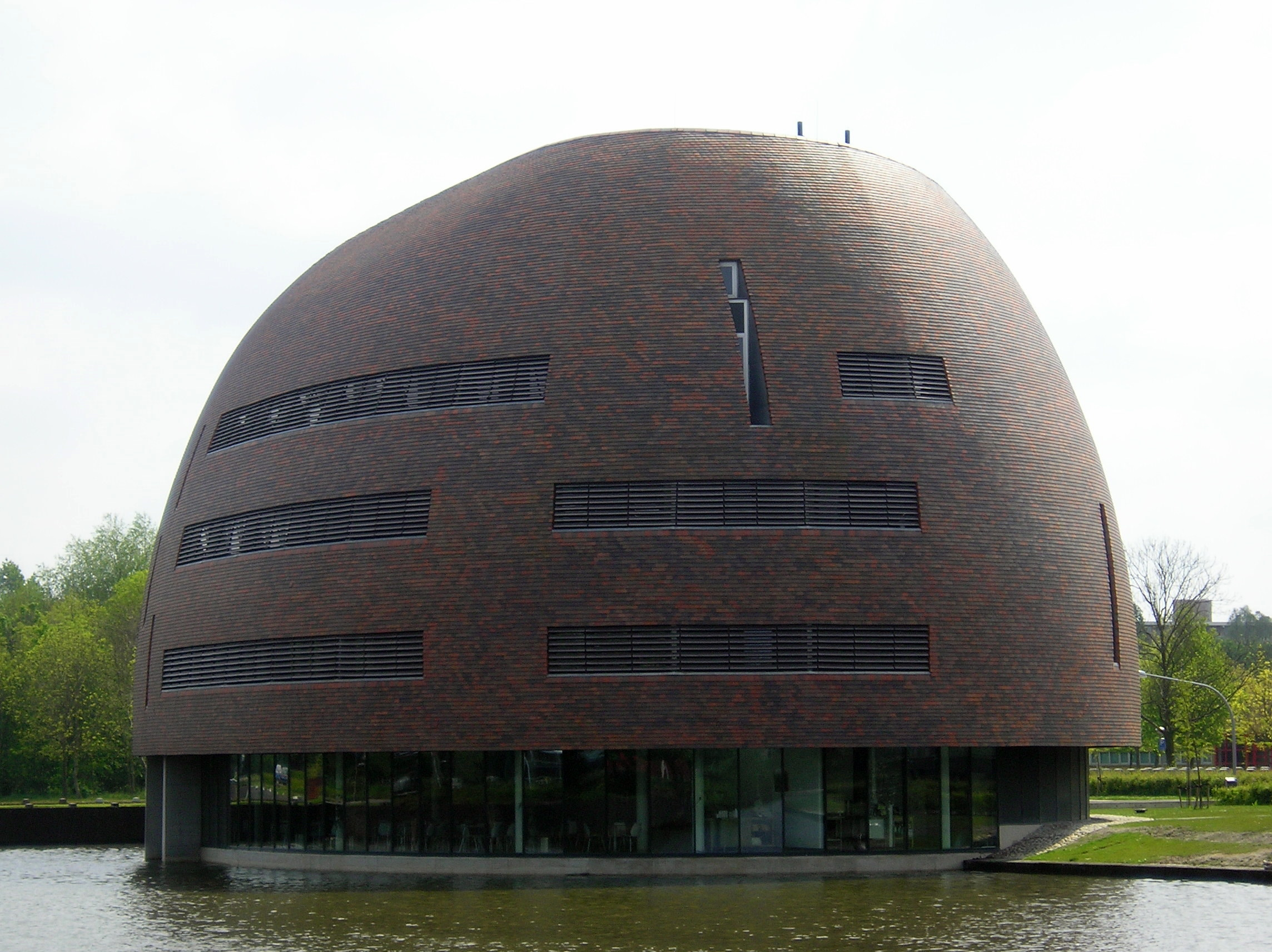
Будівля Цернікеборг, у якій розташований обчислювальний центр Університету Гронінгена

На початку 1990-х років нідерландський радіоастрономічний інститут ASTRON активно вивчав технологію апертурних решіток для радіоастрономії, що призвело до появи інтересу до низькочастотного радіотелескопа в самому ASTRON і в нідерландських університетах. Протягом 1999 року проводились техніко-економічне обґрунтування та пошук міжнародних партнерів. У 2000 році був створений Нідерландський керівний комітет LOFAR за участю представників ASTRON та всіх зацікавлених кафедр нідерландських університетів.
У листопаді 2003 року уряд Нідерландів виділив для фінансування LOFAR 52 мільйони євро. У грудні 2003 року запрацювала випробувальна станція LOFAR, що складалась з 60 V-подібних диполів. У серпні-вересні 2006 року запрацювала перша станція LOFAR у Нідерландах (Core Station CS001), а в листопаді 2007 року — перша міжнародна станція (DE601, поруч із Еффельберзьким радіотелескопом).
26 квітня 2005 року для обробки даних LOFAR в математичному центрі Університету Гронінгена був встановлений суперкомп'ютер IBM Blue Gene/L. На той час це був другий за потужністю суперкомп'ютер у Європі після MareNostrum у Барселоні. З 2014 року зведенням сигналів від окремих станцій LOFAR займається ще потужніший обчислювальний кластер під назвою COBALT.
LOFAR був офіційно відкритий 12 червня 2010 року королевою Нідерландів Беатрікс. Регулярні спостереження розпочалися в грудні 2012 року.

## Конструкція

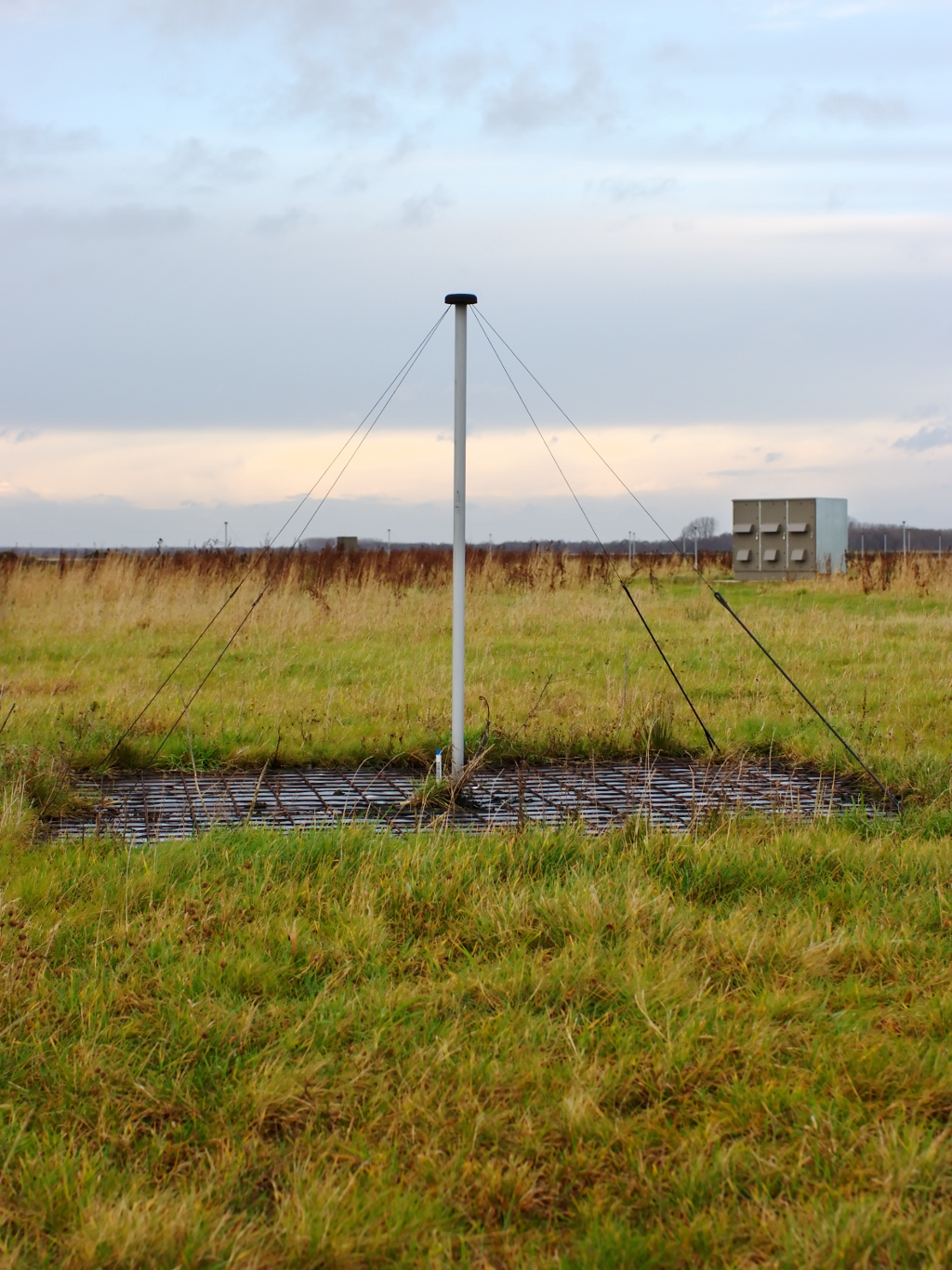
Низькочастотна антена з кабіною для електроніки на задньому плані

### Антенна решітка
LOFAR був спроєктований, щоб досягти рекордно високої чутливості радіоастрономічних спостережень на частотах нижче 250 МГц. Він використовує всенаправлені дипольні антени як елементи фазованої решітки на окремих станціях і поєднує ці фазовані решітки за допомогою технології апертурного синтезу, розробленої в 1950-х роках. Його конструкція використовує велику кількість відносно дешевих антен без рухомих частин. Наведення на потрібну ділянку неба виконується електронним способом шляхом вибору потрібних затримок сигналу між антенами. LOFAR може спостерігати в кількох напрямках одночасно, доки потрібна для цього сукупна швидкість передачі даних не перевищує встановленого обмеження. Це дозволяє одночасну роботу телескопа на замовлення багатьох користувачів.
LOFAR спостерігає на частотах від 10 до 240 МГц. Він використовує два типи антен: антена низькочастотного діапазону (Low Band Antenna, LBA) і антена високочастотного діапазону (High Band Antenna, HBA), оптимізовані для частот 10–80 МГц і 120—240 МГц відповідно. Електричні сигнали від станцій LOFAR оцифровують, передають до центрального цифрового процесора та об'єднують разом за допомогою спеціального програмного забезпечення. У вартості телескопів такого типу домінує вартість електроніки, тому вони здебільшого підпорядковані закону Мура, з часом стаючи дешевшими, що дозволяє будувати все більші телескопи. Кожна антена досить проста й дешева, але в масиві LOFAR їх близько 20 000.

### Передача і збереження даних
Вимоги до передачі даних лежать у межах кількох гігабітів на секунду на станцію, а необхідна потужність обробки становить кілька десятків терафлопів. Дані з LOFAR зберігаються в довгостроковому архіві LOFAR. Архів реалізовано як розподілене сховище даних, розташоване в Центрі інформаційних технологій Дональда Смітса в Університеті Гронінгена, SURFsara в Амстердамі та Юліхському дослідницькому центрі в Німеччині.

### Чутливість
Ціллю LOFAR є картографування неба на радіочастотах від ~10 до 240 МГц з більшою роздільною здатністю та більшою чутливістю, ніж будь-які попередні дослідження. LOFAR залишатиметься найчутливішою радіообсерваторією на низьких частотах, доки наприкінці 2020-х років не запрацює масив Масив площею квадратний кілометр, який, однак, спостерігатиме лише на частотах >50 МГц. Коли задіяна вся транс'європейська мережа станцій, кутова роздільна здатність LOFAR становить порядку кількох кутових секунд, а чутливість — порядку кількох міліянских.

## Станції LOFAR
Щоб отримувати радіозображення високої роздільної здатності, антени згруповані в кластери, розкидані по площі понад 1000 км в діаметрі. LOFAR отримує дані від 24 основних станцій (в нідерландському селі Ексло), 14 віддалених станцій у Нідерландах і 14 міжнародних станцій. Кожна з основних і віддалених станцій має 48 HBA і 96 LBA і загалом 48 цифрових приймальних блоків. Міжнародні станції мають 96 LBA та 96 HBA та загалом 96 цифрових приймальних блоків.

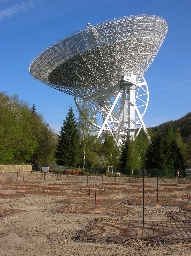
На передньому плані — ефельсберзька станція LOFAR, складена з 96 дипольних антен, за нею — 100-метровий Еффельсберзький радіотелескоп

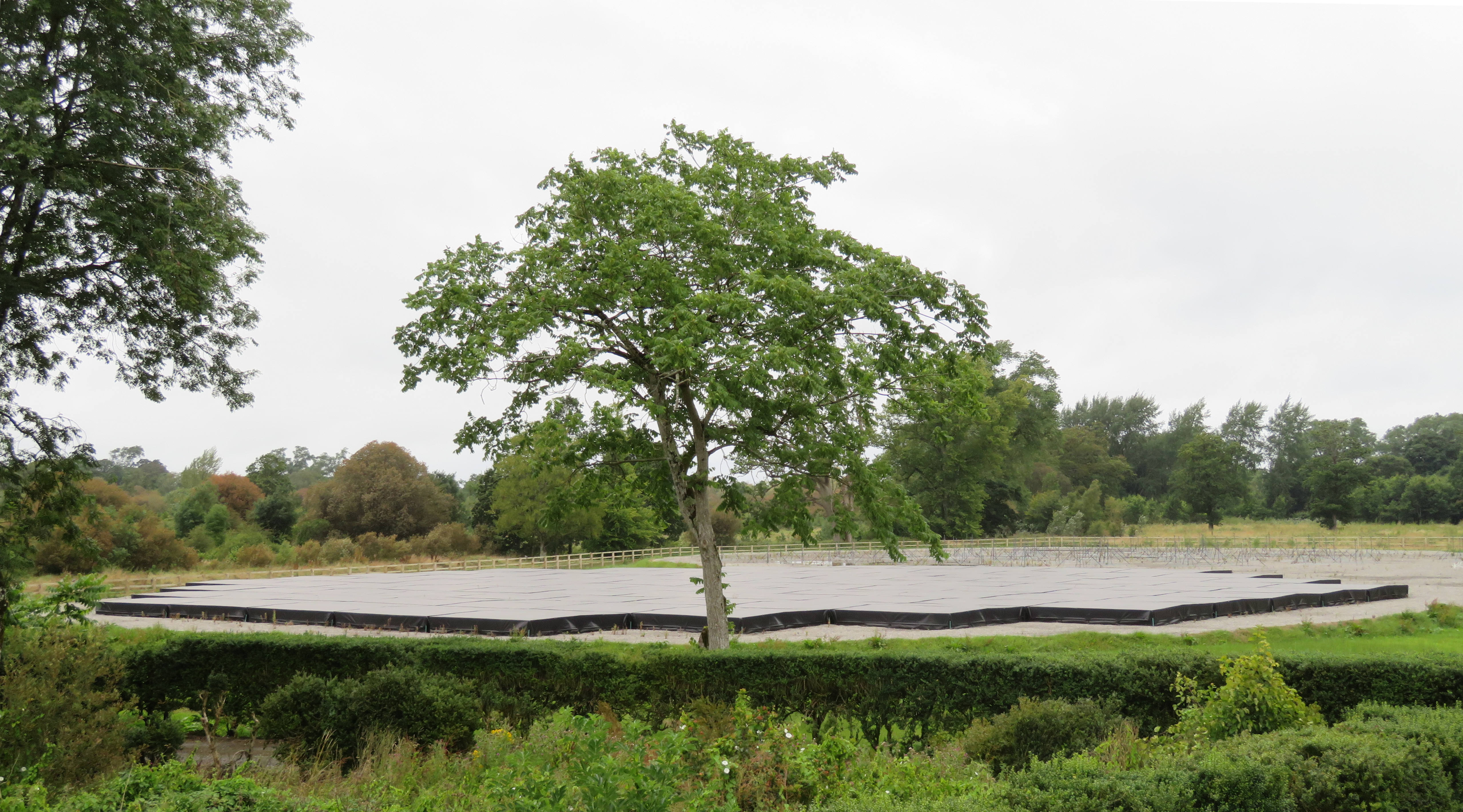
Ірландський масив LOFAR у Біррі

Розташування міжнародних станцій LOFAR:
- Німеччина[14]
  - Еффельсберг — керується Інститутом радіоастрономії Макса Планка, на майданчику Еффельсберзького радіотелескопа[15]
  - Унтервайленбах/Гархінг — керується Інститутом астрофізики Макса Планка
  - Таутенбург — в Тюрінгській державній обсерваторії[16]
  - Потсдам-Борнім — керується Потсдамським астрофізичним інститутом
  - Юліх — керується Бохумським університетом, Бременським університетом Якобса[en] та Юліхським дослідницьким центром
  - Нордерштет — керується Гамбурзькою обсерваторією та Біленфельдським університетом[17]
- Велика Британія[18][19]
  - Чилболтон[en] — на майданчику Чилболтонської обсерваторії
- Франція[20]
  - Нансе — на майданчику Радіообсерваторії Нансе
- Швеція[21]
  - Унсала[en] — на майданчику Унсальської космічної обсерваторії[22]
- Польща
  - Балди[en] — керується Вармінсько-Мазурським університетом в Ольштині
  - Борувець — керується Центром космічних досліджень Польської академії наук
  - Лази — керується Ягеллонським університетом
- Ірландія
  - Бірр[en] — на території замку Бірр, керується Трініті-коледжем Дубліна[23]
- Латвія
  - Вентспілс — на території Вентспілського міжнародного радіоастрономічного центру в Ірбене
- Італія — планується на майданчику Медічинської радіообсерваторії[24]
- Болгарія — планується на майданчику Національної астрономічної обсерваторії Рожен[25]

### NenuFAR
Телескоп NenuFAR розташований поруч із радіотелескопом Нансе. Це розширення станції Nançay LOFAR (FR606), до якої додано 96 низькочастотних плиток, кожна з яких складається з «міні-решітки» з 19 перехрещених дипольних антен, розподілених по колу діаметром близько 400 м. Кожна плитка являє собою шестикутний кластер з аналогічно фазованими антенами. Телескоп може вловлювати радіочастоти в діапазоні 10–85 МГц, що охоплює низькочастотний діапазон LOFAR (30–80 МГц). Масив NenuFAR може працювати як високочутлива LOFAR-сумісна супер-LBA станція (LOFAR-compatible super-LBA station, LSS), працюючи разом з рештою LOFAR і підвищуючи глобальну чутливість масиву майже вдвічі. Завдяки спеціальному приймачу NenuFAR також може працювати як автономний інструмент в режимі, званому NenuFAR/Standalone (самостійний NenuFAR).

### KAIRA
Крім того, комплект антен LOFAR розгорнуто в KAIRA біля Кілпіс'ярві у Фінляндії. Ця установка функціонує як ультракороткохвильовий приймач або в автономному режимі, або як частина бістатичної радіолокаційної системи разом із передавачем EISCAT у Тромсе.

## Наукові результати
Одним із найважливіших, але технічно найскладніших застосувань LOFAR є пошук червоного зміщення радіолінії водню 21 см від епохи реіонізації. LOFAR планує спостерігати цю радіолінію в діапазоні червоних зміщень від z=11,5 (115 МГц) до z=6,5 (190 МГц). Очікуваний сигнал невеликий, і його складно відділити від значно потужнішого випромінювання фонових радіоджерел.
Ще одним дуже важливим застосуванням LOFAR є проведення великих оглядів неба, які мають забезпечити унікальні каталоги радіоджерел для різних галузей астрофізики, включаючи формування масивних чорних дір, галактик і скупчень галактик. У лютому 2021 року за результатами LOFAR опублікували зображення на ультранизьких частотах з дуже високою роздільною здатністю 25 000 активних надмасивних чорних дір, охопивши 4% північної небесної півкулі.
Здатність LOFAR одночасно спостерігати велику частину неба робить його потужним інструментом для пошуку транзієнтних низькочастотних радіосигналів, як вибухи зір, спалахи на сонцеподібних зорях, радіоспалахи від екзопланет або навіть сигнали від позаземних цивілізацій. Виявлені радіосигнали швидко локалізують та повідомляють спостерігачів для якнайшвидшого пошуку сигналів від тих самих подій на інших довжинах хвиль.
У галактиці Чумацький Шлях LOFAR виявив багато нових пульсарів у межах кількох кілопарсеків від Сонця.
LOFAR також дозволяє досліджувати космічні промені високих та надвисоких енергій з енергіями 1015−1020,5 еВ шляхом спостереження радіоімпульсів, які утворюються, коли первинна частинка космічних променів потрапляє в атмосферу та створює широку атмосферну зливу.
Очікується, що LOFAR дозволить вперше побачити низькоенергетичні синхротронні радіохвилі, випромінювані електронами космічних променів у слабких магнітних полях. LOFAR також має вимірювати ефект Фарадея (обертання площини поляризації низькочастотних радіохвиль), що дасть ще один інструмент для виявлення слабких магнітних полів.
У межах Сонячної системи LOFAR виявляє корональні викиди маси від Сонця та створює великомасштабні карти сонячного вітру, що допомагає прогнозувати геомагнітні бурі.

#### Англомовні
- Офіційний сайт LOFAR
- Національні сайти LOFAR: Німеччина — Велика Британія — Швеція — Франція — Польща — Ірландія — Фінляндія
- Сайт інституту ASTRON

#### Україномовні
- Вчені знайшли тисячі нових галактик за допомогою масиву телескопів LOFAR